# Nortorf (Wilstermarsch)
Nortorf (niederdeutsch: Noorddörp) ist eine Gemeinde im Kreis Steinburg in Schleswig-Holstein. Zur Gemeinde gehören die Ortsteile Averfleth, Diekdorf, Dwerfeld, Duckunder, Goldbogen, Kuskopper Moor, Poßfeld, Rumfleth und Schotten.

## Geografie

### Geographische Lage
Nortorf liegt westlich von Wilster. Die Wilster Au und die Vierstieg-Hufner-Wettern fließen durch das Gemeindegebiet.

### Nachbargemeinden
Angrenzende Kommunen sind
| Ecklak            | Neuendorf-Sachsenbande                      | Landrecht |
| Landscheide       | Kompassrose, die auf Nachbargemeinden zeigt | Wilster   |
| Sankt Margarethen | Brokdorf                                    | Dammfleth |

## Politik

### Gemeindevertretung
Bei der Kommunalwahl am 14. Mai 2023 wurden insgesamt elf Sitze vergeben. Von diesen erhielten die Kommunale Wählervereinigung Nortorf und die CDU je vier Sitze und die SPD erhielt drei Sitze.

### Bürgermeister
Zum wiederholten Mal wurde für die Amtszeit 2018–2023 Manfred Boll zum ehrenamtlichen Bürgermeister gewählt. Er hatte dieses Amt erstmals im Jahr 2010 vom Vorgänger Hartmut Ruge übernommen.

### Wappen
Blasonierung: „In Grün über blau-silbernem Wellenschildfuß eine silberne Windmühle, darunter sechs goldene Ziegelsteine 1 : 2 : 3.“

## Wirtschaft und Infrastruktur

### Wirtschaft
Das Gemeindegebiet ist überwiegend landwirtschaftlich geprägt. Aufgrund der vor Ort vorhandenen natürlichen Ressourcen, die sich in ausgedehnten Grünlandflächen zeigen, dominieren die Betriebe der Milchwirtschaft.
In der Gemeinde befindet sich das nach der Nachbargemeinde Wilster benannte Umspannwerk Wilster des Stomnetzbetreibers Tennet TSO. Dort haben die 380-kV-Stromkreise, die über die Elbekreuzung 2 nach Dollern führen, und die 380-kV-Leitung vom Kernkraftwerk Brokdorf ihren Ausgang. Das erweiterte Schaltwerk (Konverterstation) ist außerdem der Endpunkt der HGÜ-Leitung NordLink und der geplanten HGÜ SuedLink.

### Verkehr

#### Straßenverkehr
Die Bundesstraße 5 führt im Abschnitt zwischen Wilster und Brunsbüttel diagonal durch das Gemeindegebiet.

#### Eisenbahn
Die seit 1988 nur noch im Güterverkehr genutzte Eisenbahnstrecke Wilster–Brunsbüttel Süd (Elbehafen, Ostermoorer Hafen), eine Abzweigstrecke der Marschbahn, durchquert das Gemeindegebiet in Ost-West-Richtung.

#### ÖPNV
Die Erreichbarkeit Nortorfs im ÖPNV ist eingeschränkt. Haltestellen in der Gemeinde werden aktuell lediglich von der Buslinie 6602 bedient.

## Söhne und Töchter
- Peter Boye († 1542), deutscher Jurist, Theologe und Hochschullehrer

## Sonstiges

Zeichen 311 der StVO Ortsausgang Wilster Richtung Schotten (Entfernung: 6 km)

Überregionale Bekanntheit hat der Ortsteil Schotten durch das Verkehrszeichen Ende einer geschlossenen Ortschaft, das in der StVO als Beispiel dient, erhalten. Es ist demzufolge auch in jedem Fahrschulbuch zu finden.